# Kinugasa (1927)
El Kinugasa (衣笠?) fue el segundo y último de los cruceros pesados Clase Aoba de la Armada Imperial Japonesa. El nombre lo portaba en honor al volcán homónimo japonés ubicado en la prefectura de Kanagawa.

## Diseño
Tanto el Kinugasa como su gemelo Aoba estaban previstos originalmente como la tercera y cuarta unidades de la Clase Furutaka, pero cambios en el diseño de la misma fueron de suficiente importancia como para considerarlos una clase diferente. Estos cambios se centraban en el armamento, abandonando las seis torretas de un único cañón que serían reemplazadas por tres torretas dobles, y equipando una catapulta. Asimismo, se incrementó la altura de la chimenea y se corrigieron algunos problemas detectados en el puente de los Furutaka.
Desde 1938 hasta 1940 el Kinugasa, al igual que su gemelo, experimentó una profunda reconstrucción. En la base de Sasebo, en Nagasaki, recibió nuevos tubos lanzatorpedos y artillería antiaérea. Su puente fue reconstruido y su casco ensanchado, lo que aumentó su desplazamiento y redujo mínimamente su calado, limitando su velocidad a 33 nudos.

## Historial
Formando parte de la 6ª División de Cruceros junto a los Aoba, Furutaka y Kako, su primera acción de combate en la Segunda Guerra Mundial fue la Batalla de Guam, que concluyó con la invasión de esa isla, para posteriormente participar en el segundo ataque a la isla Wake. Tras la caída de Wake, el Kinugasa participó en la invasión de Rabaul el 23 de enero de 1942, en la de Lae y Salamaua, en Nueva Guinea, el 8 de marzo, y la de Tulagi el 3 de mayo.
El 8 de mayo, tras la batalla del Mar del Coral, donde resultó indemne, escoltó junto al Furutaka al dañado Shōkaku hasta Truk. El 9 de agosto, durante la batalla de la Isla de Savo, tan sólo recibió dos impactos, y el 11 de octubre, en la batalla de Cabo Esperanza, recibió otros cuatro.
Resultó hundido durante la batalla naval de Guadalcanal, el 14 de noviembre de 1942. A las 6:36, durante un ataque aéreo de aparatos del USS Enterprise, una bomba de 250 kg penetró frente al puente, estallando en una cubierta bajo la línea de flotación, lo que produjo inundaciones que escoraron 10° a babor al buque, además de daños graves en el puente, donde murieron el capitán y el segundo oficial. El oficial torpedista asumió el mando, iniciándose la inundación de zonas de estribor para compensar la escora, que pese a corregirse inicialmente, alcanzó los 7° algo después. Impactos de torpedos y explosiones próximas de bombas de 500 kg agravaron las inundaciones, bloquearon los timones e iniciaron incendios en los depósitos de combustible de aviación. Finalmente, a las 9:22, el Kinugasa zozobró y se hundió al suroeste de Rendova, en la posición (9°6′S 157°14′E / -9.100, 157.233), con un balance de 51 muertos en su tripulación. Los destructores Makigumo y Kazagumo rescataron a los supervivientes.